# Чаїрова (станція)
40°48′38″ пн. ш. 29°20′51″ сх. д. / 40.810570337622° пн. ш. 29.347410803574° сх. д.
Чаїрова (тур. Çayırova) — залізнична станція на лінії S-bahn Мармарай, що належить TCDD, у місті Чаїрова.
Конструкція — наземна відкрита з однією острівною платформою. 
Розташована на залізниці Стамбул-Анкара та була введена в експлуатацію в 1959 році. 

Станція, яка була перебудована TCDD з інфраструктурою електрифікації та введена в експлуатацію 29 травня 1969 
, 
обслуговувала приміський поїзд B2 (Хайдарпаша — Гебзе) в 1969 — 2013 роках. 
Була закрита 29 червня 2012

і перебудована і знову відкрита 12 березня 2019 року. 

## Сервіс
| Попередня станція | Лінія | Лінія    | Лінія | Наступна станція                             |
| ----------------- | ----- | -------- | ----- | -------------------------------------------- |
| Тузла до Халкали  |       | Мармарай |       | Технічний Університет Гебзе - Фатіх до Гебзе |